# Jeże (Grójec Mały)
Jeże – część wsi Grójec Mały w Polsce, położona w województwie łódzkim, w powiecie sieradzkim, w gminie Złoczew. Wchodzi w skład sołectwa Grójec Mały.
W latach 1975–1998 Jeże administracyjnie należały do województwa sieradzkiego.